# Chris Draper
Pour les articles homonymes, voir Draper.
Chris Draper, né le 20 mars 1978 à Sheffield, est un skipper britannique

## Biographie
Chris Draper remporte la médaille de bronze en 49er avec Simon Hiscocks aux Jeux olympiques d'été de 2004.